# Skatteplaneten
Skatteplaneten (eng: Treasure Planet) er en science-fiction tegnefilm fra 2002, produceret af Walt Disney Feature Animation og udgivet af Walt Disney Pictures den 29. november 2002 i Danmark.
Det er den 42. i rækken af Disneys klassikere og er en science-fiction version af Robert Louis Stevensons eventyrroman Skatteøen.
Filmen består af både den traditionelle håndtegnede 2D-teknik og den computeranimerede 3D-teknik. En lignende diktomi blev brugt til at skabe John Silver: hans naturlige krop blev tegnet i hånden og hans mekaniske arm og ben blev computerlavet.

## Handling
Prologen fortæller om den 3-årige, Jim Hawkins, som om aftenen sidder og læser i en holografisk bog i sin seng. Jim er helt fascineret af fortællingerne om den legendariske pirat, Kaptajn Flint, og hans evne til at plyndre et skib, hvorefter han og hans skib forsvinder sporløst, hen til den hemmelige "Skatteplanet". Tiden spoler nu frem og Jim er nu omkring de 15-16 år og er blevet til en stædig og sur teenager, som kun nødtvungent hjælper sin mor, der har sin egen kro. Jim bruger det meste af sin tid på at flyve rundt på sin selvopfundne solar-flyver (en blanding mellem skysurfing og windsurfing, et bræt, som der har fastspændt en solcelle-dreven raket), og det er denne fritidsbeskæftigelse, der gør at han tit kommer ud i problemer.
En dag styrter der et skib ned nær ved kroen, og den døende pilot, Billy Bones, giver Jim en rund gylden kugle med ordene: "Pas på cyborgen", hvorefter han dør. Kort tid efter bryder en piratbande ind i kroen og brænder det hele ned til grunden. Jim, hans mor og deres hunde-lignende ven, Doktor Delbert Doppler, når lige at flygte med livet i behold. Kuglen viser sig snart at være et kort, som viser vejen til Flints Skatteplanet.
Doppler hyrer straks et skib og besætning, og drager sammen med Jim ud på en mission for at finde Skatteplaneten. Skibet er under ordrer af den katte-lignende, skarptunget og ofte sarkastiske Kaptajn Amelia, og hendes sten-lignende, loyale og disciplinerede 1. styrmand, Mr. Arrow. Besætningen er faktisk en piratbande, under hemmelig ledelse af kokken John Silver, som Jim har mistanke om er den cyborg, Billy Bones, advarede ham om. Jim bliver nu sendt ned under dæk for at arbejde under Silvers ledelse, og trods Jims mistro til ham, knytter de to snart et far-og-søn-lignende forhold (en montager, viser nu hvordan de bliver knyttet sammen via de ting Silver lærer Jim, og man ser et flashback, som viser en yngre Jim, på samme tidspunkt, som hans far forlader ham og hans mor). Under et sammenstød med et sort hul, ryger Arrow over bord og dør, og Jim bliver ved at få en forfærdelig skyldfølelse, fordi han mener han ikke sikrede hans livlinie godt nok. Seerne ser dog at Arrow line blev skåret over af det onde insekt-lignende besætningsmedlem, Scroop.
Som skibet når Skatteplaneten opstår der mytteri, anført af Silver. Jim, Dr. Doppler og Amelia formår at flygte, men glemmer kortet tilbage på skibet. Silver, som tror at Jim har kortet, får faktisk chancen for at dræbe ham, men kan ikke gøre det, pga. hans forhold til drengen. Deres flugtskib bliver under flugten beskadiget og Amelia bliver såret.
De flygtende møder nu B.E.N, en efterladt robot, som påstår at have mistet halvdelen af sin hjerne, der tilbyder dem at komme hjem til ham, så Amelia kan få pleje. Piraterne slår lejr næsten uden for B.E.Ns hus, men alligevel lykkedes det via en baggang, B.E.N og Jim at vende tilbage til skibet, og få fat i kortet. Piraten Scroop som blev på skibet, som udkigspost følger nu efter og slås med Jim. B.E.N kommer ved et uheld til at deaktiverer tyngdekraftssimulatoren, så både Jim og Scroop truer med at forsvinde opad. Jim får fat i skibets mast, og Scroop fat i flaget, men da han skærer sig selv fri bryder han forbindelsen til skibet og forsvinder. Da Jim og B.E.N. vender tilbage til øen med kortet, opdager de at piraterne allerede har taget Doppler og Amelia til fange.
Nu bliver Jim tvunget til at åbne kortet, og vise vej til Skatteplaneten, som viser sig at være den planet de faktisk er på. De ender ved en stor portal, som viser at selve skatten er inde i planeten. Gruppen når ind i selve planeten, som afslører et kæmpestort rum fyldt med skatte, og midt i det hele står Kaptajn Flints skib. På skibet finder Jim skelettet af Flint, som sidder ved B.E.Ns hjerne i sin sammenknyttede hånd. Da B.E.N pludselig får sin hukommelse tilbage, husker at han, at Flint gjorde noget ved planten, som ville få den til at eksploderer, hvis der kom fremmed ind i skatkammeret. I denne faretruende situation finder Silver pludselig sig selv splittet op mellem at redde Jim fra døden eller miste de utallige rigdomme som planeten byder på. Skibet er alt for ødelagt til at kunne nå at komme væk inden planeten eksploderer, så Jim vender om og får aktiveret kuglen så de lige nøjagtig når igennem portalen til deres hjem, inden planeten eksploderer.
Hjemme igen har Amelia fanget de tilbageværende pirater og tilbyder Jim at anbefale ham til Interstaller Akademiet for hans heroiske indsats. Silver sniger sig under bords, hvor Jim finder ham i gang med at stikke af. Jim lader ham gå, og får Silvers trofaste formskiftende kæledyr Morph. Inden Silver forlader Jim, kaster han en håndfuld juveler og diamanter op til ham, så hans mors kro kan blive bygget op igen. Filmen ender med en indvielsesfest for den genopbyggede kro, hvor det vises at Doppler og Amelia er blevet gift og har fået børn og Jim har fået en militærgrad. Han kigger op på himlen og et billede af Silver ses i skyerne.

## Skuespillere
| Engelske skuespillere | Danske skuespillere | Rolle               |
| --------------------- | ------------------- | ------------------- |
| Joseph Gordon-Levitt  | Karl Miller Bille   | Jim Hawkins         |
| Austin Majors         | Jarl Thiesgaard     | Ung Jim             |
| Brian Murray          | Troels II Munk      | John Silver         |
| David Hyde Pierce     | Lars Brygmann       | Dr. Delbert Doppler |
| Martin Short          | Timm Vladimir       | B.E.N.              |
| Emma Thompson         | Ellen Hillingsø     | Kaptain Amelia      |
| Michael Wincott       | Jesper Christensen  | Scroop              |
| Laurie Metcalf        | Sofie Gråbøl        | Sarah Hawkins       |
| Roscoe Lee Browne     | Steen Springborg    | Mr. Arrow           |
| Patrick McGoohan      | Ole Ernst           | Billy Bones         |
| Tony Jay              | Frits Helmuth       | Fortæller           |

## Produktion

### Udvikling
Treasure Planet tager alt i alt 4½ år at lave, men selve konceptet for Skatteplaneten (som blev kaldt "Skatteøen i rummet" på tidspunktet) blev allerede lagt frem af Ron Clements i 1985 under et møde, hvor ham og John Musker også fremlagde ideen om Den lille Havfrue. Clements har udtalt at Jeffrey Katzenberg, som var direktør for Walt Disney Studios på tidspunktet var "bare ikke interesseret" i ideen. Siden afslaget har Musker og Clements udtryk at de har ønsket at de samme muligheder for at filmoptage, som Steven Spielberg eller James Cameron og at forsinkelsen i produktionen har skyldes at "teknologien først skulle udvikles til fuldføre det de ønskede." De første udkast til filmen begyndte i 2000 med omkring 350 ansatte. I 2002 anslog Roy Conli antallet af ansatte på filmen til 1.027, der alle skulle på rulleteksterne med "omkring 400 tegnere og computertegnere, omkring 150 musikere og yderligere 200 teknologifolk."
Ifølger Conli, ønskede Clements at skabe en rumverden, der var "varm og havde mere liv end man normalt skulle tro, når man sagde science fiction-film", der modsætter standarden af sci-fi-film med "rustfrit stål, blå, røg der stiger fra bunker af indvolde." For at gøre filmen "mere sjov" skabte de flere spændende actionscener og fordi de troede at når figurerne var iført rumtøj og hjelme "ville alt det romantiske gå af den", lavede mandskabet "Etherium"-konceptet" som et "ydre rums fyldt med atmosfære".
Adskillige ændringer blev lavet sent i fremstillingen af filmen. Prologen i filmen var oprindeligt en voksen Jim Hawkins, der fortalte historien om Kaptajn Flint i en førstepersonsfortæller, men at mandskabet synes det blev for "mørkt" og at man savnede noget indflydelse fra figurerne. Mandskabet havde også intentioner om at filmen skulle indeholde et en sekvens af Jim, der arbejder på sin solarsurfer og snakker med et alienbarn, som skulle vise Jims mere følsomme side men fordi man valgte at starte filmen med Jim, der flyver på sin solarsurfer, valgte man at fjerne sekvensen.

### Skrivning
Forfatter Rob Edwards har udtalt at "det var ekstremt udfordrende" at tage en klassisk roman og lade spille sig ud i det ydre rum, men at de faktisk fik ordnet science fiction-elementer ("ting som metalrumskibe og kulden") meget tidligt i forløbet. Edwards fortsætter og siger at de "gjorde mange ting for at gøre filmen mere moderne" og ideen bag at lade filmen spille sig ud i det ydre rum, var at "lave historien så spændende for børn nu som bogen var for børn dengang."
Hen forbehold for at skulle tilpasse karaktererne fra bogen til filmen, nævner Ron Clements at Jim Hawkins i bogen er en "meget meget klog dygtig dreng", men at de gerne ville have Jim til at starte ud med at et "lille problembarn", som "ikke rigtige ved, hvem han er", samtidig med at beholde de fornævnte karaktertræk fra den originale karakter. "Mentorfigurerne" for Jim Hawkins er i bogen Squire Trelawney og Dr. Livesey, som John Musker beskriver som "den ene mere komisk og den anden er meget ligeud", der i filmen bliver lagt sammen til én figur, Dr. Doppler. Clements nævner også at far-søn-forholdet mellem Jim Hawkins og John Silver, der antydes i bogen, skulle fremhæves mere i filmen.

### Casting (engelske version)
Castingsleder Ruth Lambert afholdt en række castingsauditions for filmen i New York, Los Angeles og London, men de havde allerede et par skuespillere i baghovedet for de større roller. Figuren Dr. Doppler var skrevet med David Hyde Pierce i tankerne, og Pierce fik en kopi af Skatteplaneten-manuskriptet sammen med tegninger af udkast til figuren og filmens scenografiske elementer, alt imens han arbejdede på filmen Græsrødderne. Han udtalte at "manuskriptet er fantastisk og udseendet var så fascinerende" at han sagde ja til rollen. Ligeledes var figuren Kaptajn Amelia også udviklet til Emma Thompson, der skulle lægge stemme til hende i den engelske version. "Vi tilbød hende rollen og hun var meget spændt", har Clements sagt. "Hun sendte også en dejlig besked, hvor der stod "Jeg skal være med i en actionfilm den uden at skulle have en kæmpe dragt på overhovedet!" Der var ingen skuespillere i tankerne for rollerne som John Silver og Jim Hawkins, men mandskabet valgte Brian Murray som John Silver og Joseph Gordon-Levitt som Jim Hawkins efter flere måneders auditions. Gordon-Levitt har udtalt at han fandt rollen interessant, da "det er en Disney-tegnefilm og Disney-tegnefilm er i en klasse for sig" og at "være en del af en sådan tradition er helt uforståeligt for mig." Musker har udtalt at Gordon-Levitt "kombinerede nok sårbarhed med intelligens og en kombination af ungdom, men også ufuldkommenhed" og de kunne godt lide hans fremtræden.
Blandt hovedrollerne havde Pierce kun erfaringer angående dubbing med skabelsen af Skatteplaneten. Conli forklarede at de ledte efter en "rigtig naturligt stemme hos en skuespiller", og at det nogen gange var bedre at have en skuespiller med ingen erfaringen inden for dubbingområdet, da han vil bruge sin naturlige stemme end sin "bevægende stemme". Stemmelægningerne blev næsten altid lavet uden indblanding fra de andre skuespillere, Gordon-Levitt udtrykte sit ønske at gøre sit arbejde sammen med Brian Murray fordi han fandt det svært at spille bedst muligt i scenerne mellem Jim Hawkins og John Silver alene.

### Design og animation
Imens man designede Skatteplaneten, arbejdede mandskabet under reglen, som de kaldte "70/30 Regel" (en ide, som instruktør Andy Gaskill har krediteret til Ron Clements), som betyder at filmens tegnearbejde skal være 70% traditionel og 30% sci-fi. Skatteplanetens udseende er baseret på en stilart fremsat af illustratorer fra Brandywine School of Illustration (som fx Howard Pyle og N.C. Wyeth), hvis illustratorer har været blevet beskrevet af filmholdet som at være "klassisk eventyrbogsillustrationer," der har et malerisk følelse over sig, og som bliver beroliget af den varme farve. Animatorerne tog Deep Canvas, en teknik som de oprindeligt havde udviklet til filmen Tarzan, og opfandt en proces, som de kaldte "Virtual Sets", hvor de opfandt hele 360 grader sets, før de begyndte at lave scenerne. De kombinerede denne proces med de traditionelt tegnet karakterer for at opnå det "malede billede med den dybe opfattelse" og gjorde at filmholdet kunne placere et kamera, hvor som helst på settet og manøvre det som de ville ved en live-action film. For at kunne teste, hvordan computer-generede kropsdele (specielt John Silvers cyborg-arm) ville falde i med den traditionelle animerede figur, tog de en sekvens af Kaptajn Klo fra Peter Pan og erstattede hans arm med en cyborg-arm.
Der var omkring 40 animatorier på filmholdet, der endvidere var inddelt i hold, for eksempel var 16 animatorer sat til at skulle have med Jim Hawkins at gøre, fordi han optræder mest på filmen, og 12 var ansat til John Silver. For at sikre en "fasthed" i illustrationen og personligheden hos hver af de større karaktere blev hvert hold af animatorer ledet af en supervisor. Conli har udtalt at supervisorernes personlighed også har indflydelse på den endelige karakter med Glen Keane (supervisor for John Silver) og John Ripa (supervisor for Jim Hawkins) som eksempler. Den fysiske fremtræden, bevægelser og ansigtsudtryk fra stemmeskuespilleren gennemtrænger figurerne.
Da man spurgte om de har fået inspiration fra tidligere filmfortolkninger af Skatteplaneten til figurdesigns, fastgjorde Glen Keane at ikke kunne lige at kigge på andre portrætteringer af figurene, da han så fik svære med at finde en original figur, men at han har fået inspiration for måden Silver taler på fra skuespilleren Wallace Beery, som han "elskede pga. måden han taler ud af den side af sin mund." For karakteriseringen og design af Jim Hawkins, har John Ripa James Dean som en vigtig reference, fordi "der var en hel attitude, en holdning", hvorved "du føler smerten og ungdommens uskyldighed" og han har også inspiration fra filmen Braveheart, fordi "der er masser af nærbilleder af karaktererne... som går gennem svære tider, bare ved at bruge deres øjne."
Animatorerne brugte også marionetdukker, små statuer af karaktererne i filmen, som referencer gennem hele produktionsprocessen. Figurskulpturerne Kent Melton nævnte at den første Disneyfilm som også brugte marionetdukker var Pinocchio og det ledte til vejen til formationen af en afdeling, der kun havde med figurskulptur at gøre. Keane har udtalt at marionetdukkerne ikke bare skal bruges som "mannequin-dukke i en butik", men hellere som "noget, som fortæller dig om figurens personlighed" og at marionetdukkerne skal hjælpe og inspirere skuespillerne til at finde ud af, hvordan de skal portrættere deres roller

### Musik og lyd
"70/30 Reglen" blev ikke kun brugt til de visuelle designs til filmen, men også for lydeffekter og musik. Lyddesigner Dane Davis har udtalt at han og hans hold "gennemsøgte hobbybutikker og junkbutikker efter antikke træk-op legetøj og gamle rotationsmekanisme" for at skabe lydeffekter til John Silver for at "undgå at lyde smart og sci-fi-agtig." Holdet havde også eksperimenter med lyd brugt i dialoger, specielt med robotten B.E.N., men valgte at beholde skuespillerens naturlige stemme, fordi alt de prøvede "påvirkede hans komik" og "den sidste ting, du vil gøre i en sådan historie er at påvirke optrædenen."
Musikken fra filmen bliver store træk spillet af et orkester, selvom der to populære popsingler ("I'm Still Here (Jim's theme)" og "Always Know Where You Are") fra The Goo Goo Dolls-forsangeren John Rzeznik og den britiske pop-rock-gruppe BBMak. Begge sanger er skrevet og fremført af John Rzeznik i filmen, men BBMak indspillede "Always Know Where You Are" til soundtracket. Underlægningsmusikken var komponeret af James Newton Howard, som sagde at underlægningsmusikken bar præg af Korngold and Tiomkin og Steiner." Underlægningsmusikken er blevet beskrevet som en blanding af moderne musik i ånden af Star Wars og keltisk musik.
Den skotske spillemand Alasdair Fraser bliver krediteret som medskriver til sangen "Silver Leaves", og er også med i rulleteksterne som solist. Walt Disney Records udgav filmens soundtrack album d. 19. november, 2002.

## Priser og nomineringer
Academy Awards
- 2003: Nomineret til "Best Animated Feature" (Ron Clements)

Academy of Science Fiction, Fantasy & Horror Films
- 2003: Nomineret til "Best Animated Film"

Annie Awards
- 2003: Nomineret til "Outstanding Character Animation" (Sergio Pablos)
- 2003: Nomineret til "Outstanding Character Design in an Animated Feature Production" (Peter DeSève)
- 2003: Nomineret til "Outstanding Directing in an Animated Feature Production" (Ron Clements & John Musker)
- 2003: Nomineret til "Outstanding Effects Animation" (Kee Nam Suong)
- 2003: Nomineret til "Outstanding Production Design in an Animated Feature Production" (Steven Olds)
- 2003: Nomineret til "Outstanding Voice Acting in an Animated Feature Production" (Brian Murray, for at lægge stemme til John Silver)
- 2003: Nomineret til "Outstanding Voice Acting in an Animated Feature Production" (Emma Thompson, for at lægge stemme til Kaptajn Amelia )

Casting Society of America
- 2003: Nomineret til "Best Casting for Animated Voice Over, Feature Film" (Ruth Lambert)

Motion Picture Sound Editors
- 2003: Vandt "Best Sound Editing in Animated Features"

Young Artist Awards
- 2003: Nomineret til "Best Performance in a Voice-Over Role – Age Ten or Under" (Austin Majors)

## Trivia
- Da Jim og Doppler kommer til havnestationen, får de direktioner af to væsner, der bruger en stige. Disse er karikaturer af de to instruktører: John Musker (i toppen af stigen) og Rn Clements (holder stigen).
- Da Jim som lille ligger i sin seng og han siger: "Jeg elsker også dig", kan man se et Stitch-tøjdyr ligger på gulvet ved siden af sengen.
- I en af de slettede scener får man at vide, at Jim er 15 år gammel.
- Animatorerne besøgte en Benihana-restaurant for at tage notater til scenen hvor Silver koger rejer.

## Eksterne links
- Officielle side Arkiveret 13. januar 2022 hos  Wayback Machine
- Skatteplaneten Arkiveret 23. december 2011 hos  Wayback Machine
- Skatteplaneten på Internet Movie Database (engelsk)
- Skatteplaneten på Filmdatabasen
- Skatteplaneten på danskefilm.dk
- Skatteplaneten på Scope
- Skatteplaneten i Svensk Filmdatabas (svensk)
- Skatteplaneten på AlloCiné (fransk)
- Skatteplaneten på MovieMeter (nederlandsk)
- Skatteplaneten på AllMovie (engelsk)
- Skatteplaneten hos American Film Institute (engelsk)
- Skatteplaneten hos Behind The Voice Actors (engelsk)

| Portal | Portal:Disney |